# Inimica vis
Inimica Vis papinska je enciklika koju je 8. prosinca 1892. godine objavio papa Lav XIII., a bila je upućena katoličkim biskupima u Italiji. U njoj se osvrće na brojne osude slobodnog zidarstva tijekom prethodnih stoljeća, s posebnim naglaskom na izazove s kojima se suočavala Katolička Crkva u Italiji. Ova enciklika pratila je dokument Custodi di quella Fede, koji je bio namijenjen talijanskom narodu. 
Enciklika kritizira talijanske biskupe zbog njihove mlake reakcije na utjecaj slobodnog zidarstva u Italiji. Također izražava zabrinutost jer su neki pripadnici katoličkog klera surađivali s masonskom i protuklerikalnom vladom Kraljevine Italije. Iako se u njoj može prepoznati početak papinskih pokušaja pregovora s političkim silama povezanim s kontinentalnom masonerijom, dokument ipak jasno osuđuje slobodno zidarstvo, nazivajući ga "podlom sektom".